# Aristolochia stomachoidis
Aristolochia stomachoidis är en piprankeväxtart som beskrevs av Frederico Carlos Hoehne. Aristolochia stomachoidis ingår i släktet piprankor, och familjen piprankeväxter. Inga underarter finns listade i Catalogue of Life.